# Вороновица (Черновицкая область)
Воронови́ца (укр. Вороновиця) — село в Кельменецкой поселковой общине Днестровского района Черновицкой области Украины.
До 2020 года входило в Кельменецкий район
В письменных источниках впервые село упоминается в 1652 году под названием Ворновец.
К юго-востоку от села в урочище Барвинковая гора обнаружено позднепалеолитические стоянки (более 15 000 лет назад). В окрестностях села найдены остатки поселений трипольской культуры (III тысячелетие до н. э.), Раннего железа (I тысячелетия до н. э.) и черняховской культуры (II—VI века н. э.). Вдоль деревни простирается Троянов вал (первые века н. э.) Длиной около 4 километров.
Население по переписи 2001 года составляло 652 человека. Почтовый индекс — 60110. Телефонный код — 3732. Код КОАТУУ — 7322082801.